# Belinda Carlisle
Belinda Jo Carlisle (Hollywood, Los Ángeles, California; 17 de agosto de 1958), conocida como Belinda Carlisle, es una cantante estadounidense. Belinda es la primera de siete hermanos: tres hermanos (Butch, Joe y Josh) y tres hermanas (Hope, Mary y Sarah)
Tuvo sus inicios reconocidos como vocalista del grupo estadounidense femenino The Go-Go's, formado en 1978, del cual se separó para iniciar su carrera como solista. 
Aparte de ser cantante, también es modelo. En sus primeros años apareció en campañas de champú, maquillaje y, a mediados de los 90, hizo alguna campaña de lencería.

## Inicios
Belinda nació el 17 de agosto de 1958 en el suburbio de Hollywood en la ciudad de Los Ángeles, California. 
La aventura musical de Belinda Carlisle comenzó siendo la baterista del grupo punk "The Germs". En ese tiempo, se movió por el ámbito musical y girando en conciertos conocería a otras chicas instrumentistas, con las que formará "The Go-Go's", grupo de la escena pop-punk con la que se hará mundialmente conocida.
La banda Go-Go's se deshizo en el año 1985 y fue entonces cuando empezó su carrera como solista. Su primer álbum, Belinda, se publicó en I.R.S. Records en el año 1986. Tuvo su primer gran éxito con un tercer puesto con la canción "Mad About You". El álbum contiene otros éxitos como "I Feel The Magic" y "Band of Gold".
Durante este tiempo, Carlisle contribuyó con sus melodías a crear bandas sonoras de algunas películas como "In My Wildest Dreams" al dar comienzo el filme Mannequin, así como "Dancing in the City" para Burglar (Con Whoopi Goldberg).

### Heaven on Earth
Belinda Carlisle cambió su peinado de chica rubia de California a tonos más rojizos y una melena más crecida para dar una nueva apariencia en su segundo álbum Heaven on Earth en el año 1987. El estilo musical evitó la influencia de la música pop de la década de 1960 (presente en su primer álbum), a favor del potencial de la música pop de los años 1980 y fue publicado en los Estados Unidos a través de MCA y en el Reino Unido por Virgin. El álbum se transformó en un gran éxito posicionándose entre los cinco mejores en el ya mencionado Reino Unido y en Australia. También fue nominada a los Premios Grammy pero al final se lo llevó Whitney Houston. El productor del disco, Rick Nowels, había trabajado previamente con Stevie Nicks y colaboraría más tarde con Madonna y Rick Astley.
La primera presentación del álbum fue con el sencillo "Heaven Is a Place on Earth" que cosechó una grandísima aceptación por parte del público no sólo en los Estados Unidos sino también en el Reino Unido y en Australia. El videoclip fue dirigido por la actriz estadounidense ganadora de un Óscar, Diane Keaton. Tras un éxito arrollador, Carlisle publicó su segundo sencillo, "I Get Weak", que se posicionó en el #2 en los EE. UU. y en el Top 10 del Reino Unido. El sencillo fue escrito por Diane Warren; su dirección estuvo también en manos de Diane Keaton. El tercer sencillo y videoclip del álbum fue "Circle in the Sand", nuevo éxito entre los diez mejores en los Estados Unidos, Reino Unido y Alemania. Otro éxito británico fue "World Without You", seguido de la balada de 1988 titulada "Love Never Dies" en el Reino Unido. En los Estados Unidos, el cuarto sencillo "I Feel Free", no alcanzó el Top 40 pero su versión remix fue un éxito en las pistas de baile.

## Vida personal
A comienzos de los años 80, Carlisle mantuvo una relación sentimental con el jugador de béisbol Mike Marshall.
En 1986, Carlisle contrae matrimonio con Morgan Mason, hijo del actor británico James Mason. Mason apareció en algunos de los videoclips de la cantante a finales de los años 80. La pareja tiene un hijo, James Duke Mason, nacido el 27 de abril de 1992.
En junio del año 2010, se publicó su autobiografía, titulada Lips Unsealed, en la cual la cantante relata pasajes de su adolescencia, marcada por los problemas de alcoholismo de su padre, y la tendencia depresiva de su madre. Carlisle también habla de sus primeras experiencias en la escena punk de Los Ángeles a mediados de los 70, sus comienzos con las Go-Go's y su inicio a muy temprana edad en el uso de drogas. Uno de los aspectos más chocantes de su autobiografía es precisamente el relacionado con el abuso de drogas y el peligroso estilo de vida de la cantante durante su adolescencia y en sus comienzos con su primera banda. La cantante confesó que su adicción a la cocaína ha durado 30 años, causándole serios trastornos de alimentación y del comportamiento. A este respecto, la cantante californiana afirma que "es increíble que todavía tenga nariz, he tenido mucha suerte", o "No hay razón para que después de 30 años nunca tuviera un accidente de coche o hubiera matado a alguien. El hecho de que nunca acabara en la cárcel es increíble". 
En recientes entrevistas, Carlisle ha confesado su acercamiento al budismo, y su alejamiento de las drogas, el tabaco y el alcohol.

## Discografía
- Belinda (1986)
- Heaven on Earth (1987)
- Runaway Horses (1989)
- Live Your Life Be Free (1991)
- Her Greatest Hits (1992), álbum recopilatorio
- Real (1993)
- A Woman & A Man (1996)
- Voila! (2007)
- Icon (2013), recopilatorio que incluye un nuevo éxito, "Sun"
- The Collection (2014), recopilatorio que incluye un nuevo éxito, "Goodbye Just Go"
- Wilder Shores (2017)

## Videoclips
- (1986) - Mad about you
- (1986) - I feel the magic
- (1988) - Circle in the sand
- (1988) - Heaven Is a Place on Earth
- (1988) - I Get Weak
- (1989) - Leave A Light On
- (1989) - Summer Rain
- (1989) - La Luna
- (1991) - Live Your Life Be Free